# Frédéric Nevchehirlian
Frédéric Nevchehirlian ou Nevché, né vers 1973 à Marseille, est un musicien français, slammeur, poète et professeur de français. Il fait notamment du slam et du rock.
Il est notamment connu pour ses reprises de textes de Jacques Prévert, dont certains inédits lui ont été fournis par Eugénie Bachelot-Prévert, la petite-fille du poète.

## Biographie
Il est d'origine arménienne et espagnole.

## Discographie
Nevché a sorti six albums :
- Monde nouveau, Monde ancien le 12 mai 2009[5].
- Le soleil brille pour tout le monde ? le 7 novembre 2011[5].
- Rétroviseur, le 28 mars 2014[5].
- Valdevaqueros, 2018.
- The Unreal Story of Lou Reed, 2021.
- Emotional Data, 2024.

Hommage au chanteur des Velvets Underground, dans le cadre du festival Le goût des autres composé avec French79